# C-25 (Spanje)
De autovía C-25, ook bekend onder de naam Eix Transversal is een oost-westverbinding door Catalonië. De weg begint bij Autopista AP-7 bij het vliegveld van Girona naar de A-2 bij Cervera via Manresa en Vic. Langs de route is er een spectaculair uitzicht op de bergketen van Montseny de berg Montserrat. De weg werd officieel geopend in december 1997. Tussen 2008 en 2013 ondervond de weg een upgrade, sinds 4 januari 2013 is de hele weg een 2x2 autovía.